# Gouverneur (Vereinigte Staaten)

Karte der USA mit der Parteiangehörigkeit der Gouverneure^{1}
Demokratischer Gouverneur
Republikanischer Gouverneur
Gouverneur der Partido Nuevo Progresista (Puerto Rico)
^{1}Bei Washington, D.C. handelt es sich um einen Bürgermeister

Der Gouverneur (englisch governor) ist der Staats- und Regierungschef eines Bundesstaates oder Außengebietes der Vereinigten Staaten. Ferner sind sie Oberbefehlshaber der jeweiligen National- und Staatsgarde. Der Gouverneur ist mit der Leitung der Regierungsgeschäfte in seinem Staat betraut, verfügt in den meisten Bundesstaaten über ein Begnadigungsrecht und hat darüber hinaus repräsentative Aufgaben. Der jeweilige Amtsträger nimmt im bundesstaatlichen Gesetzgebungsverfahren eine zentrale Rolle ein und ist für die Besetzung wichtiger Staatsämter zuständig. Gewählt werden die Gouverneure direkt von der Bevölkerung ihres Bundesstaats oder Außengebiets. Während nur in den Staaten New Hampshire und Vermont der Gouverneur für zwei Jahre gewählt ist, haben alle übrigen Gouverneure eine Amtsperiode von vier Jahren. Die Gouverneure vertreten ihren Bundesstaat nicht auf der Bundesebene und haben damit keinen direkten Einfluss auf die bundesweite Gesetzgebung, da dies den Abgeordneten und beiden Senatoren je Bundesstaat vorbehalten ist.

## Politische Stellung

Amtszeitbeschränkungen für Gouverneure:
Keine Amtszeitbeschränkung, vierjährige Amtszeiten
Keine Amtszeitbeschränkung, zweijährige Amtszeiten
Wiederwahl einmalig möglich nach vierjähriger Unterbrechung
Wiederwahl einmalig unmittelbar möglich, erneute Wiederwahl nach vier Jahren möglich
Wiederwahl einmalig unmittelbar möglich, erneute Wiederwahl nach acht Jahren möglich
Wiederwahl generell nur einmalig möglich bzw. höchstens zwei Amtszeiten insgesamt

Siegel des Gouverneurs von Texas

Standarte des kalifornischen Gouverneurs

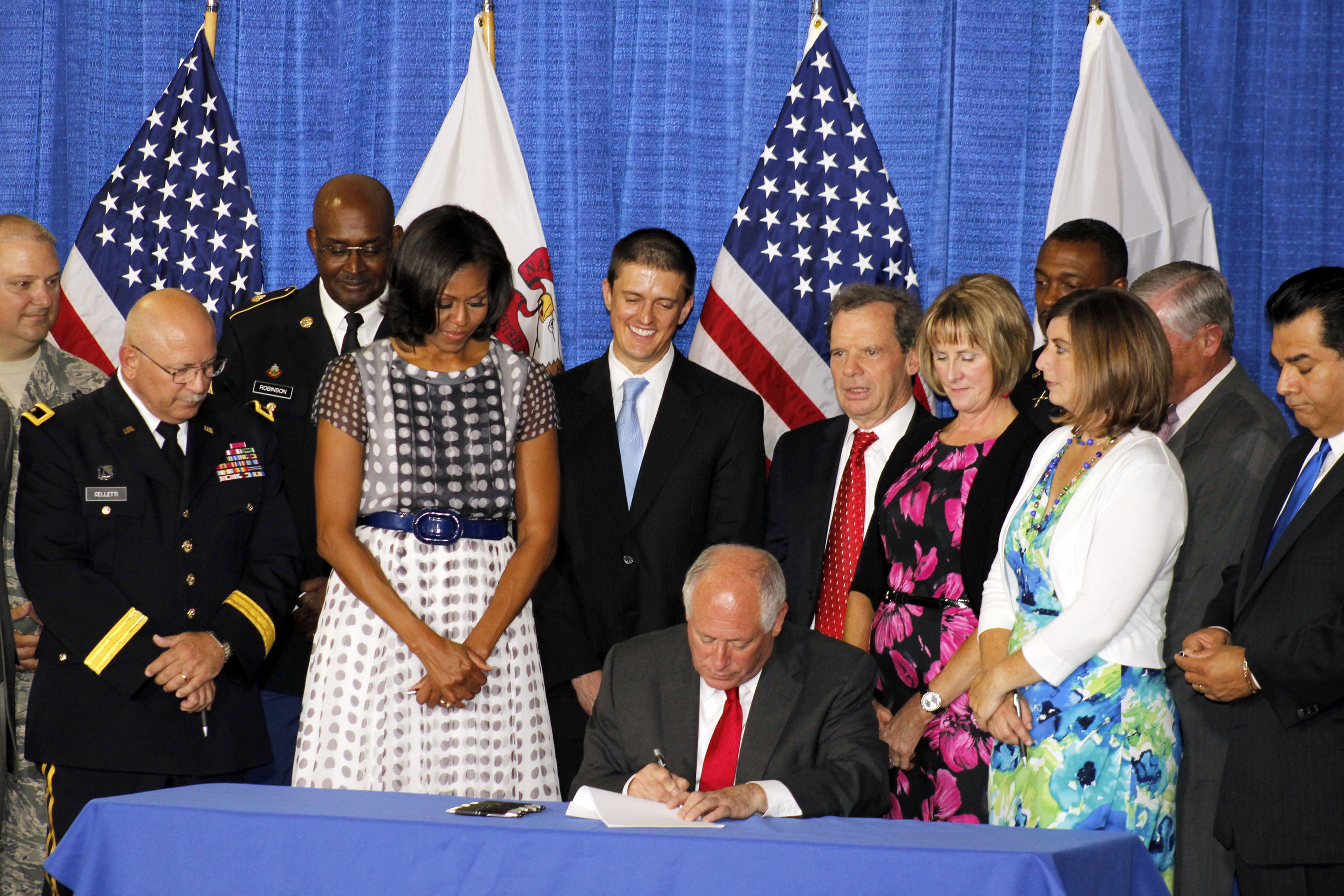
Der Gouverneur von Illinois, Pat Quinn, bei der öffentlichkeitswirksamen Unterzeichnung eines Gesetzes, 2012

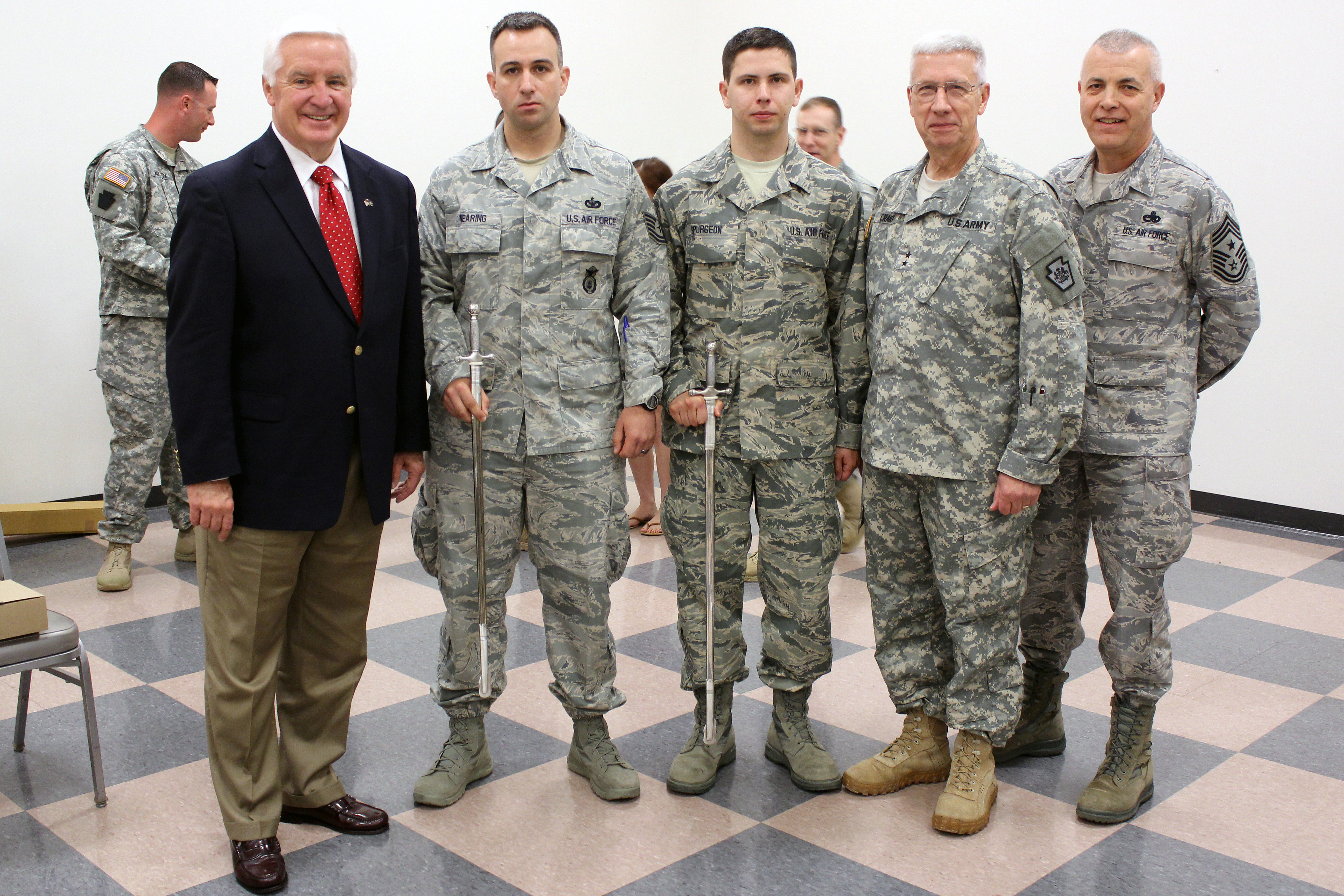
Pennsylvanias Gouverneur Tom Corbett bei Besuch von Nationalgardisten

Generell unterscheiden sich die jeweiligen Rechte und Pflichten der Gouverneure von Staat zu Staat bzw. Außengebiet zu Außengebiet zwar, können jedoch in bestimmte Kernbereiche eingegrenzt werden. Die Aufgabe des Gouverneurs ist die Leitung der gesamten Regierungsgeschäfte. Dabei obliegt dem Gouverneur häufig die Ernennung und Nominierung von Kabinettsmitgliedern und weiteren hohen Beamten. Der Gouverneur gibt den jeweiligen Regierungskurs vor und trägt dafür die Verantwortung. Dabei hat der jeweilige Amtsinhaber auch im Gesetzgebungsprozess der Staatsparlamente ein wichtiges Mitspracherecht: wie auch der US-Präsident auf Bundesebene hat der Gouverneur ein Vetorecht. Dies bedeutet, er kann Vorlagen der Parlamentarier aufschieben oder komplett zurückweisen (üblicherweise können viele Parlamente das Veto mit einer Zweidrittelmehrheit überstimmen). Das Vetorecht umfasst in vielen Bundesstaaten und Außengebieten auch die Möglichkeit, nur bestimmte Passagen des Gesetzes abzulehnen, ein sogenanntes Line-Item-Veto. Dieses Recht hat beispielsweise der US-Präsident auf Bundesebene nicht, er ist darauf beschränkt eine Vorlage anzunehmen oder komplett abzulehnen. Die von den Staatsparlamenten verabschiedeten Gesetze umfassen dabei alle Bereiche, die den Bundesstaaten als teilsouveräne Gliedstaaten der USA zuerkannt werden. Die meisten Außengebiete besitzen einen vergleichbaren Grad an Freiheit in Gesetzesangelegenheiten. Diese sind alle, die nicht ausdrücklich dem Kongress in Washington übertragen wurden. Beispielhaft können folgende Bereiche genannt werden, die in die Zuständigkeit der Bundesstaaten fallen: Bildung (größtenteils), Infrastruktur, Strafrecht, Eigentumsrecht und Wahlrechtsverordnungen sowie bestimmte Bereiche aus dem Sozial- und Gesundheitswesen oder der Bürgerrechte. Auch der Haushalt des Bundesstaates oder des Außengebiets bedarf eines Beschlusses der Staatsparlamente und somit auch der Zustimmung des Gouverneurs. Bei Zustimmung kann der Gouverneur ein Gesetz durch seine Unterschrift sofort in Kraft setzen. Die Ausnahme bildet der Fall, dass die Legislative einen anderen Zeitpunkt für das Inkrafttreten des Gesetzes festgelegt hat. Allerdings kann der Gouverneur ein ihm überbrachtes Gesetz ignorieren, wodurch es nach einigen Tagen auch ohne Unterschrift in Kraft tritt, wenn der Staatschef kein Veto einlegt. Die genaue Anzahl der Tage unterscheidet sich je nach Bundesstaat. Der Gouverneur ist stets auch der höchste Repräsentant seines Staates gegenüber anderen US-Bundesstaaten, der Bundesregierung in Washington und fremden Mächten. Die Position des Gouverneurs wird in den USA generell als prestigeträchtig angesehen.
Die Gouverneure der meisten amerikanischen Bundesstaaten haben ebenfalls das Begnadigungsrecht inne. Das Recht auf Begnadigung umfasst dabei alle Verstöße gegen die Gesetze des Bundesstaates (darunter fällt vor allem auch das Strafrecht). In den Bundesstaaten, in denen die Anwendung der Todesstrafe noch praktiziert wird, kann der Gouverneur somit auch eine zum Tode verurteilte Person begnadigen. Durch Gouverneure ausgesprochene Begnadigungen oder deren Ablehnung sind meist von hohem medialen Interesse begleitet, auch außerhalb der Vereinigten Staaten.

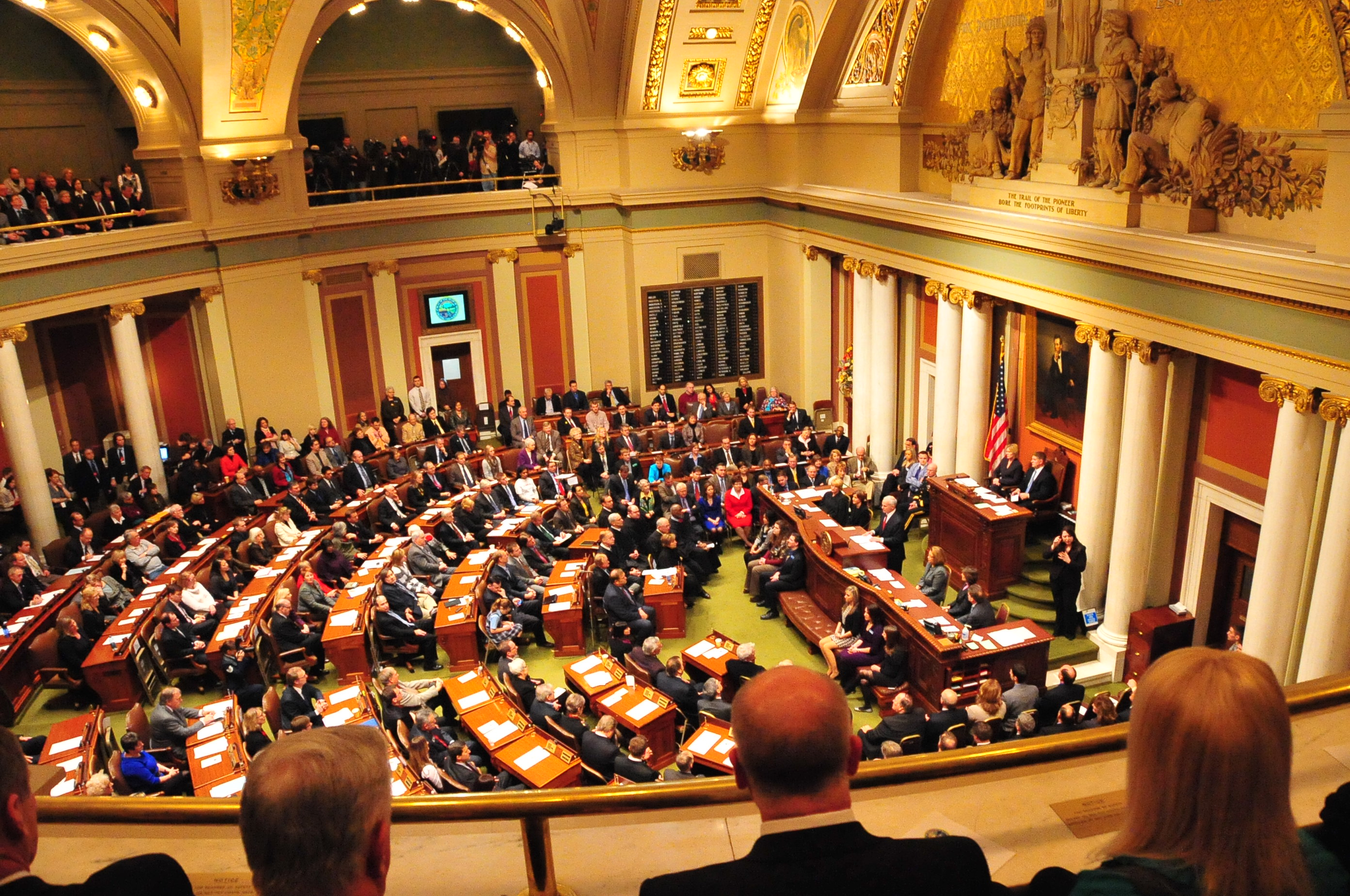
State of the State Address im Jahr 2011 von Gouverneur Mark Dayton (Minnesota)

In Anlehnung an den State of the Union Address des Präsidenten sind Gouverneure durch die Verfassungen der Staaten zu einer Ansprache vor dem Parlament, die sogenannte State of the State Address, verpflichtet. Bei diesen öffentlich viel beachteten Ansprachen, die zu Jahresbeginn erfolgen, erstattet der Gouverneur über die allgemeine Lage Bericht; er kann auch mittels seiner Rede versuchen, die Abgeordneten im Gesetzgebungsprozess zu beeinflussen. Ansonsten ist der Gouverneur von den Tagungen der Parlamente ausgeschlossen.
Ferner ist der Gouverneur auch Oberbefehlshaber der Nationalgarde des Staates. Diese Miliztruppen können vor allem zur zivilen Hilfe bei Katastrophen eingesetzt werden, aber auch zur Wiederherstellung der öffentlichen Ordnung (zum Beispiel bei gewalttätigen Ausschreitungen). Der Gouverneur ist generell für die öffentliche Sicherheit in seinem Staat verantwortlich.

## Wahl und Amtszeit
Die Amtszeit der meisten Gouverneure umfasst vier Jahre, nur in New Hampshire und Vermont dauert eine Amtsperiode lediglich zwei Jahre. In einigen anderen Staaten existierten in der Vergangenheit zweijährige Amtszeiten für ihren jeweiligen Gouverneur, doch haben viele Parlamente diese Regelungen durch eine Verfassungsänderung aufgehoben. Die Wahlen erfolgen immer per Direktwahl, also nicht wie beim US-Präsidenten über ein Wahlmännersystem. Zum Gouverneur gewählt ist der Kandidat mit den meisten Stimmen. Daher ist eine relative Mehrheit für den Wahlsieg schon ausreichend. Eine Ausnahme bildet hier nur der Staat Louisiana, wo eine absolute Mehrheit der Stimmen erforderlich ist. Erreicht kein Kandidat mindestens 50 Prozent der Stimmen, so findet eine Stichwahl statt.
Alle Gouverneurswahlen finden im November statt, meist parallel zu den Kongresswahlen und den Wahlen zu den jeweiligen Parlamenten von Bundesstaaten und Außengebieten (die üblicherweise, außer in Nebraska, aus zwei Kammern bestehen) und zwar am Dienstag nach dem ersten Montag des Monats. In Staaten mit Wahltermin in einem durch vier teilbaren Jahr erfolgt die Wahl auch parallel zum Präsidenten. Nachdem ein neuer Gouverneur gewählt wurde, wird dieser als Governor-elect („gewählter Gouverneur“) bezeichnet, sofern nicht ein bereits im Amt befindlicher Gouverneur wiedergewählt ist. Die Amtsübergabe erfolgt stets im darauf folgenden Januar, jedoch unterscheidet sich das exakte Datum zwischen jenen. In Kalifornien beispielsweise wird der Gouverneur stets am ersten Montag im Januar vereidigt, in New York stets zum ersten Januar und in Texas am dritten Dienstag im Januar. In Staaten, die also kein Kalenderdatum, sondern einen Wochentag zur Vereidigung festsetzen (vgl. Kalifornien und Texas), kann eine Amtsperiode also bis auf wenige Tage mehr oder weniger als vier Jahre dauern. Mit der Vereidigung tritt ein neu gewählter Gouverneur in sein Amt. Während der Zeitspanne zwischen Wahl und Vereidigung verbleibt der bisherige Amtsinhaber im Amt, gilt in dieser Phase aber regelfalls eingeschränkt handlungsfähig (Lame Duck), da auch der gewählte Nachfolger auf die Amtsübernahme vorbereitet werden muss.
Auch wenn die Wahlen zu den Parlamenten zum selben Zeitpunkt stattfinden, so wird der Gouverneur (sowie der Vizegouverneur) komplett unabhängig von der Legislative gewählt. Aus diesem Grund ist möglich, dass der jeweilige Amtsinhaber einer anderen Partei angehört als die Parlamentsmehrheit. In diesem Fall spricht man vom Divided government, also einer „geteilten Regierung“. Da jedoch die Kammern der Parlamente wichtig für die Gesetzgebung sind, ist es in jedem Fall hilfreich, sich als Gouverneur die Unterstützung der Abgeordneten zu sichern, ohne die man praktisch kaum regieren kann. So ergibt sich, dass der Gouverneur zwar theoretisch unabhängig vom Parlament ist, jedoch in der Praxis dessen Unterstützung von großer Bedeutung ist. Es besteht für die jeweiligen Parlamente hingegen nicht die Möglichkeit den Gouverneur einfach abzuwählen (etwa durch ein Konstruktives Misstrauensvotum). In vielen Bundesstaaten kann der Regierungschef nur mittels eines Amtsenthebungsverfahrens seines Amtes enthoben werden. Grundlage hierfür ist allerdings eine gesetzwidrige Handlung; es ist fast nicht möglich den Gouverneur aus politischen oder persönlichen Gründen des Amtes zu entheben. In wenigen Staaten kann der Gouverneur durch die Bevölkerung vor Ablauf der Amtsperiode abgesetzt werden (so wie 2003 in Kalifornien geschehen). Doch hat sich diese Abwahlmöglichkeit (Recall election) bisher nur in wenigen Bundesstaaten durchgesetzt.
In einigen Staaten bestehen Amtszeitbeschränkungen, sodass eine Wiederwahl nur einmal – unmittelbar oder nach der Amtszeit eines anderen Amtsträgers – zulässig ist. Es gibt jedoch auch Bundesstaaten ohne Beschränkung der Amtszeiten, sodass eine Wiederwahl theoretisch unbegrenzt oft möglich ist.

## Demografisches

### Partei
Mit Stand April 2019 sind 27 der 50 Gouverneure Republikaner, 23 Bundesstaaten haben einen demokratischen Amtsinhaber. Das US-Außengebiet Puerto Rico hat derzeit einen parteilosen Regierenden. Andere Parteien, die in den USA generell eine untergeordnete Rolle spielen, stellen keinen Gouverneur.

### Alter und Geschlecht
Der derzeit älteste Gouverneur ist die alabamische Staatschefin Kay Ivey mit 80 Jahren, Ron DeSantis aus Florida ist mit 40 Jahren momentan der jüngste Amtsinhaber eines Gouverneursamtes in den Vereinigten Staaten. Der jüngste Gouverneur überhaupt war Stevens Mason, der 1835 im Alter von 24 Jahren zum Gouverneur Michigans gewählt wurde.
In aktuell sechs Bundesstaaten (Kalifornien, Massachusetts, Ohio, Rhode Island, Washington und Wisconsin) beträgt das passive Wahlalter zum Gouverneur 18 Jahre. South Dakota ist der einzige Bundesstaat mit einem Wahlalter von 21 Jahren. In sieben weiteren Staaten (Arizona, Kansas, Illinois, Louisiana, Minnesota, Nevada und Utah) muss man mindestens 25 Jahre alt sein, um zum Gouverneur gewählt zu werden. Oklahoma hat das höchste passive Wahlrecht aller 50 US-Bundesstaaten von 31 Jahren. Vermont hat als einziger US-Bundesstaat keine Regelung in dessen Verfassung, so dass dort de jure auch ein Kind zum Gouverneur gewählt werden kann; die restlichen 34 US-Bundesstaaten besitzen ein passives Wahlrecht von 30 Jahren. (Stand: Juli 2019)
Da sich 2018 in Kansas sieben Jugendliche um das Amt des Gouverneurs beworben haben, hat der zu diesem Zeitpunkt amtierende Gouverneur Jeff Colyer sowie die zuständige State Legislature das Mindestalter im selben Jahr auf 25 Jahre angehoben.
Nellie Tayloe Ross war im Jahre 1924 die erste Frau, die zur Gouverneurin in den USA gewählt wurde. Sie regierte von 1925 bis 1927 den Staat Wyoming.

### Herkunft
Aktuell sind 21 der 50 amerikanischen Gouverneure nicht in dem Staat geboren, in dem sie regieren. Für das Gouverneursamt ist es auch nicht erforderlich, die US-Staatsbürgerschaft von Geburt an innezuhaben. So amtierte der gebürtige Österreicher Arnold Schwarzenegger von 2003 bis 2011 als Gouverneur von Kalifornien.

## Vertretungsregelungen
Neben dem Gouverneur haben 45 Bundesstaaten sowie vier Außengebiete einen Vizegouverneur. In 18 Staaten wird der Vizegouverneur komplett unabhängig (durch das Volk) gewählt, in zwei wird er durch den Staatssenat des Bundesstaates bestimmt und in 25 Bundesstaaten wird er gemeinsam mit dem Gouverneur gewählt (ähnlich wie beim US-Präsident und Vizepräsident). Bei einer separaten Wahl besteht daher die Möglichkeit, dass der Vizegouverneur einer anderen Partei als der Gouverneur angehört.
Stirbt der Gouverneur während seiner Amtszeit, tritt er zurück oder wird er des Amtes enthoben, wird der Vizegouverneur zum neuen Gouverneur. Mit der Ausnahme von drei Staaten (New Jersey, Massachusetts und West Virginia) regelt die jeweilige Staatsverfassung auch deutlich, dass der aufgerückte Vizegouverneur auch als tatsächlicher Gouverneur anzusehen ist und nicht nur als geschäftsführender Gouverneur (Acting Governor). Kommt es zu solch einem Fall, so führt der nachgerückte Vizegouverneur die angebrochene Amtszeit seines Vorgängers bis zu ihrem regulären Ende weiter (wobei das Amt des Vizegouverneurs häufig bis zur nächsten Wahl unbesetzt bleibt). Nach Ablauf der Amtsperiode hat der nachgefolgte Amtsinhaber natürlich die Möglichkeit, sich in seinem Amt durch die Wähler bestätigen zu lassen.
In den fünf Staaten ohne Vizegouverneur übernimmt entweder der Präsident des Staatssenats oder der jeweilige Secretary of State die Amtsgeschäfte als geschäftsführender Gouverneur. Zu beachten ist generell, dass ein geschäftsführender Gouverneur dieselben Befugnisse wie ein „vollwertiger“ Gouverneur hat, jedoch nicht tatsächlicher Inhaber des Amtes ist. Es handelt sich also um eine rein technische Unterscheidung.

## Amtssitz und Entlohnung

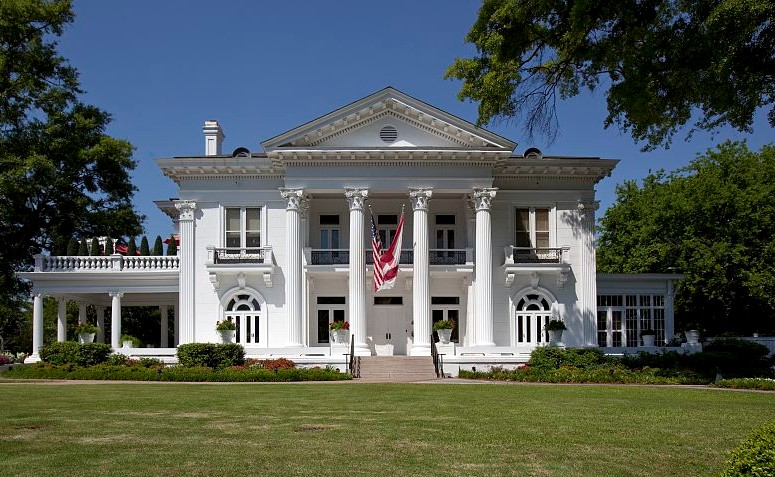
Governor’s Mansion in Montgomery, Residenz des Gouverneurs von Alabama

Fast alle Gouverneure haben einen Amtssitz, meist Governor’s Mansion genannt. In diesem Gebäude hat der Gouverneur das Anrecht für die Dauer seiner Amtsperiode zu wohnen, wo ihm auch ein Hauspersonal zugestanden wird. Dort oder im jeweiligen Staatskapitol hat der Gouverneur sein Büro mit einem Mitarbeiterstab.
Im Jahr 2009 lag das Durchschnittseinkommen der Gouverneure bei rund 124.000 US-Dollar. Das höchste Gehalt bezieht aktuell der Gouverneur des Staates New York mit 179.000 US-Dollar, mit 70.000 US-Dollar bildet der Staatschef von Maine das Schlusslicht. Häufig ist der Gouverneur allerdings nicht der Staatsangestellte mit dem höchsten Gehalt. Die Regelung über die Entlohnung haben die jeweiligen Parlamente zu entscheiden.